# Schwarze Mauer
Die Schwarze Mauer ist mit 1071 m einer der höchsten Berge im Freiwald, dem österreichischen Teil des Gratzener Berglandes (Novohradské hory). 

## Lage und Landschaft
Die Schwarze Mauer liegt in dessen bewaldetem Hauptkamm im Mühlviertel, im nordöstlichen Oberösterreich. Sie erhebt sich etwa 200 m von der Grenze zu Tschechien entfernt, unweit des Dreiländerecks zwischen Böhmen, Nieder- und Oberösterreich.
Der Berg bildet mit dem 1 km entfernten Kamenec (1072 m ü. A.), der etwa 500 m auf der tschechischen Seite der Grenze liegt, einen Doppelgipfel. Zwei weitere Nebengipfel des Massivs sind südwestlich der Taufelberg (1042 m ü. A.) und südlich der Haubenberg (1036 m ü. A.).
Der Kamm verläuft hier sehr gewunden und weist etliche Gipfel um die 1000 Meter auf. Er folgt ostwärts etwa dem Grenzverlauf zum Sepplberg (1004 m, Dreiländereck) und Tischberg (1063 m). Beide sind von der nur 3–4 km entfernten Schwarzen Mauer morphologisch durch zwei nach Norden verlaufende Paralleltäler getrennt: während der Bucherser Bach (Pohořský potok) nordwärts zur Maltsch (Malše) entwässert, fließt die am Tischberg entspringende Lainsitz halbkreisförmig um diesen herum und wendet sich dann nach Nordosten. Nach Süden entwässert ein Teil des Hauptkammes zur Waldaist. Nach Westen liegt das Tal der obersten Maltsch mit den Orten Hacklbrunn und Unter Hüttenhof, und im Südwesten die Passlandschaft der Gemeinde Sandl.
Über die Kammlinie Sandl – Kamenec – Sepplberg verläuft die Wasserscheide zwischen der Elbe (Maltsch, Lainsitz) und der Donau (Waldaist), die Europäische Hauptwasserscheide, während sich nordwärts über die Schwarze Mauer der Westkamm des Gratzener Berglands sukzessive in das Gratzener Gebirgsvorland entlang der oberen Maltsch abflacht. Die Schwarze Mauer ist der nordwestlichste Eintausender der Berggruppe. Im Osten erhebt sich der Střední vrch (955 m n.m.), nördlich einige Gipfel um den Kolařuv vrch (982 m n.m.).
Die österreichisch-tschechische Grenze verläuft geradlinig am Osthang. Der Gipfel trägt einen Vermessungspunkt der österreichischen Triangulation.

## Geschichte
Die Gebiete östlich gehörten zum böhmischen Gerichtsbezirk Gratzen, der, obschon weitgehend deutschsprachig, nach dem Zerfall der Habsburgermonarchie an die Tschechoslowakei kam. 
Zwischen etwa 1950 und 1989 lag die Staatsgrenze im Sperrgebiet des Eisernen Vorhangs und durfte nicht übertreten werden.